# Phuong
Phuong är ett vietnamesiskt namn.
Den 31 december 2013 fanns 21 personer med efternamnet Phuong i Sverige. Det fanns dessutom 462 kvinnor och 68 män som hade förnamnet Phuong.
Kända vietnameser med namnet är bland annat Nam Phuong.